# Eriocaulon fistulosum
Eriocaulon fistulosum là một loài thực vật có hoa trong họ Cỏ dùi trống. Loài này được R.Br. ex Sm. mô tả khoa học đầu tiên năm 1809.